# Hugo von Mohl
Pour les articles homonymes, voir Mohl.
 (août 2019).
Si vous disposez d'ouvrages ou d'articles de référence ou si vous connaissez des sites web de qualité traitant du thème abordé ici, merci de compléter l'article en donnant les références utiles à sa vérifiabilité et en les liant à la section « Notes et références ».
Hugo (von) Mohl est un botaniste wurtembergeois, né le 8 avril 1805 à Stuttgart et mort le 1er avril 1872 à Tübingen.

## Biographie
Il est le fils d'un homme d'État du Wurtemberg, Ferdinand Mohl (de) (1766-1845), anobli à la fin de sa carrière; les branches maternelles comme paternelles de la famille appartenant toutes deux à la catégorie la plus haute des fonctionnaires du Wurtemberg. Alors qu'il est encore élève au lycée, il étudie la botanique et la minéralogie durant son temps libre jusqu'à ce qu'il entre en 1823 à l'université de Tübingen. Après l'obtention de ses diplômes avec mention en médecine, il part à Munich, où il commence à fréquente un cercle de botanistes et trouve un riche matériel pour ses recherches. Il est le frère de l'orientaliste Jules Mohl, de l'homme d'État et juriste Robert Mohl et de l'écrivain politique et économique Moritz von Mohl (1802-1888).
Ceci semble avoir été déterminant dans son orientation vers une carrière de botaniste et il commence en 1828 ses recherches sur l'anatomie, recherches qu'il poursuit jusqu'à sa mort. En 1832, il devient professeur de botanique à Tübingen, fonction qu'il conserve toute sa vie. Il ne se mariera jamais, passant son temps dans son laboratoire et sa bibliothèque où, montrant un grand talent manuel, il perfectionne ses techniques de préparations pour le microscope ainsi que l'optique de ses appareils. Ayant découvert par lui-même la botanique durant son enfance, il est peu influencé par ses professeurs et conserve son indépendance d'esprit. Il reçoit de nombreux honneurs durant sa vie et est élu correspondant étranger à la Royal Society en 1868.
Les publications de Von Mohl couvrent une période de 44 ans. Les plus importantes d'entre elles paraissent en 1845 dans un volume intitulé Vermischte Schriften©ˆ. De nombreux sujets y sont traités, principalement sur la structure des végétaux supérieurs notamment l'anatomie et l'histologie. Il suggère l'usage du mot protoplasme, le noyau ayant déjà été identifié par Robert Brown (1773-1858) et par d'autres ; mais en 1844 von Mohl prouve en plus que le protoplasme est la source des fameux mouvements intracellulaires qui à l'époque suscitaient un tel intérêt.
Il identifie (en l'appelant utricule primordial) la membrane cytoplasmique  des cellules vacuolaires  et il est le premier à décrire le comportement du protoplasme lors de la division cellulaire. De telles observations contribuent à renverser la théorie de Matthias Jakob Schleiden (1804-1881) sur l'origine spontanée des cellules. Ses apports à la connaissance de la paroi cellulaire ne sont pas moins remarquables : il défend la vision aujourd'hui communément admise de la croissance de cette paroi cellulaire par apposition. Il explique pour la première fois la vraie nature du noyau, et démontre l'origine cellulaire des vaisseaux et des fibres. En tant qu'auteur de toutes ces recherches, il peut réellement être considéré comme le véritable fondateur de la théorie cellulaire. Il est ainsi tout désigné pour rassembler celle-ci en un seul ouvrage, ce qu'il fait dans un abrégé sur la cellule végétale : Die vegetabilische Zelle paru en allemand en 1851 et traduit en anglais en 1852.
Les premières recherches de Von Mohl qui portaient sur la structure des palmiers, des cycadophytes et des fougères arborescentes, ainsi que ses travaux de 1840 sur les isoètes  constituent la base solide de toutes les recherches ultérieures. Par la suite, il se consacre principalement à l'anatomie des tiges des dicotylédones et des gymnospermes et à l'issue de ses observations sur l'écorce et sur le liège, il explique la formation et l'origine des différents types d'écorces et corrige les erreurs précédentes faites à propos des lenticelles. Reprenant ses premières démonstrations sur l'origine des stomates (1838), il écrit un célèbre article où il décrit leur ouverture et leur fermeture (1850).
En 1843, avec Diederich Franz Leonhard von Schlechtendal (1794-1866), il démarre la publication du mensuel Botanische Zeitung, qu'il édite jusqu'à sa mort. Il n'est pas un grand vulgarisateur et ne signe ainsi aucun manuel ; il semble que c'est sa tentative de collaboration avec Wilhelm Friedrich Benedict Hofmeister (1824-1877) pour la réalisation d'un Handbuch qui semble l'avoir détourné de ce genre de publication. Son activité scientifique décline durant ses dernières années, sans doute à cause de sa santé défaillante et il meurt soudainement le 1er avril 1872.
Hugo von Mohl est devenu membre étranger de la Royal Society le 26 mars 1868.
La liste complète de ses publications est parue dans le Botanische Zeitung de 1872 (p. 576) ainsi que dans le Royal Society Catalogue de 1870 (volume iv).